# Joshua Gutiérrez
Joshua Gutiérrez (Ciudad de México, México, 10 de abril de 1987) es un actor mexicano.

## Carrera artística
En 2012 ingreso a estudiar actuación en el Centro de Educación Artística de Televisa ese mismo año debutó en la telenovela Miss XV producida por Pedro Damián.
En 2014 Jose Alberto Castro lo convoca para La malquerida con el personaje de Memo.
A finales del 2014 tuvo una actuación especial en la telenovela Muchacha italiana viene a casarse en el personaje de Dante.
En 2015 trabajó en la telenovela producida por Roberto Hernández Vázquez Amor de barrio junto a Renata Notni y Mane de la Parra.
También participó en las series de Televisa La rosa de Guadalupe y Como dice el dicho.
En 2016 trabaja en El hotel de los secretos producción de Roberto Gómez Fernández en el papel de Jacinto Mosqueda.
En 2017 participa en la bioserie de Lupita D'Alessio Hoy voy a cambiar en el papel de Jorge D'Alessio.

## Filmografía

### Televisión
| Año       | Producción                        | Personaje                                        |
| --------- | --------------------------------- | ------------------------------------------------ |
| 2010-2016 | La rosa de Guadalupe              | Varios Roles                                     |
| 2012      | Miss XV                           | Miguel                                           |
| 2014      | La malquerida                     | Memo                                             |
| 2014-2015 | Muchacha italiana viene a casarse | Dante Joven                                      |
| 2015      | Amor de barrio                    | Rodrigo López Tovar / Rodrigo Márquez Tovar      |
| 2016      | El hotel de los secretos          | Jacinto Mosqueda                                 |
| 2016-2017 | Como dice el dicho                | Varios Roles                                     |
| 2017      | Hoy voy a cambiar                 | Jorge D'Alessio adulto                           |
| 2018      | Por amar sin ley                  | Fermín Díaz                                      |
| 2018      | La jefa del campeón               | Matías Sandoval Rosas                            |
| 2018      | Sin miedo a la verdad             | Lorenzo                                          |
| 2019      | Un poquito tuyo                   | Alberto "Beto" Suárez                            |
| 2019      | La usurpadora                     | Molina                                           |
| 2019-2020 | Médicos, línea de vida            | Felipe Olmedo                                    |
| 2020      | Te doy la vida                    | Ernesto Rioja Armida / Miguel Hernández de joven |
| 2020      | La mexicana y el güero            | Sr. Fernando Torres                              |
| 2020-2021 | Vencer el desamor                 | Néstor Ibarra Bustos                             |
| 2021      | Te acuerdas de mí                 | Teodoro "Teo" Bárcenas                           |
| 2021-2022 | Las estrellas bailan en Hoy       | Ganador, Finalista                               |
| 2022      | Corazón guerrero                  | Federico Duarte Ruiz-Montalvo                    |
| 2022      | Esta historia me suena            | Álvaro Cisneros                                  |
| 2024      | Vivir de amor                     | Misael Rivero Cuéllar                            |
| 2025      | Velvet: el nuevo imperio          | Enrique Otegui                                   |